# Варламов (Серафимовичский район)
Варламов — хутор в Серафимовичском районе Волгоградской области.
Входит в состав Пронинского сельского поселения.

## География

### Улицы
| - пер. Денежный - пер. Дорожный - пер. Зеленый - пер. Поперечный - пер. Староречный - пер. Терновый | - ул. Виноградная - ул. Горная - ул. Крестьянская - ул. Подгорная - ул. Центральная |

## Население
| 2010 |
| ---- |
| 297  |